# Eupanacra
Eupanacra är ett släkte av fjärilar. Eupanacra ingår i familjen svärmare.

## Dottertaxa tillEupanacra, i alfabetisk ordning[1]

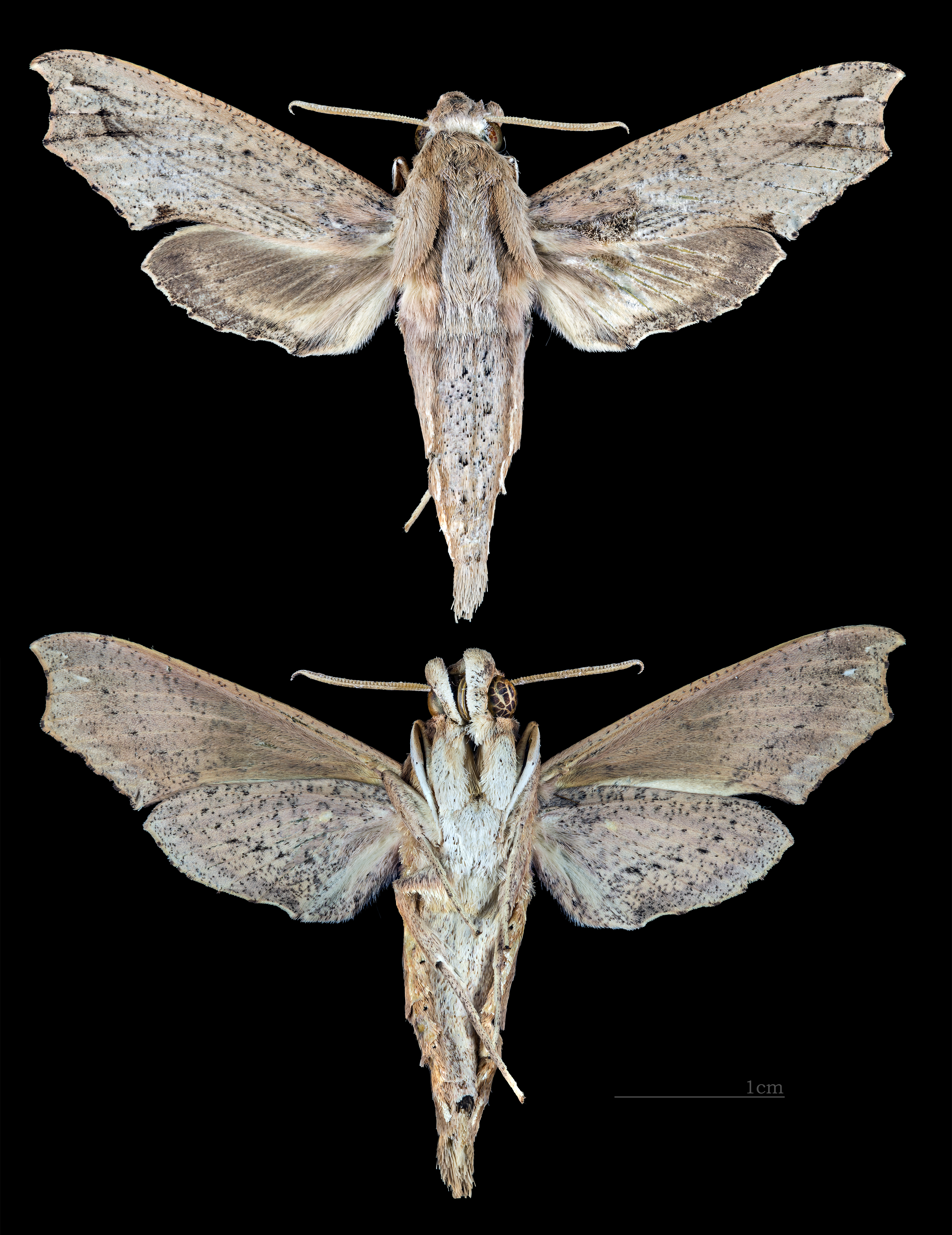
Eupanacra albicans
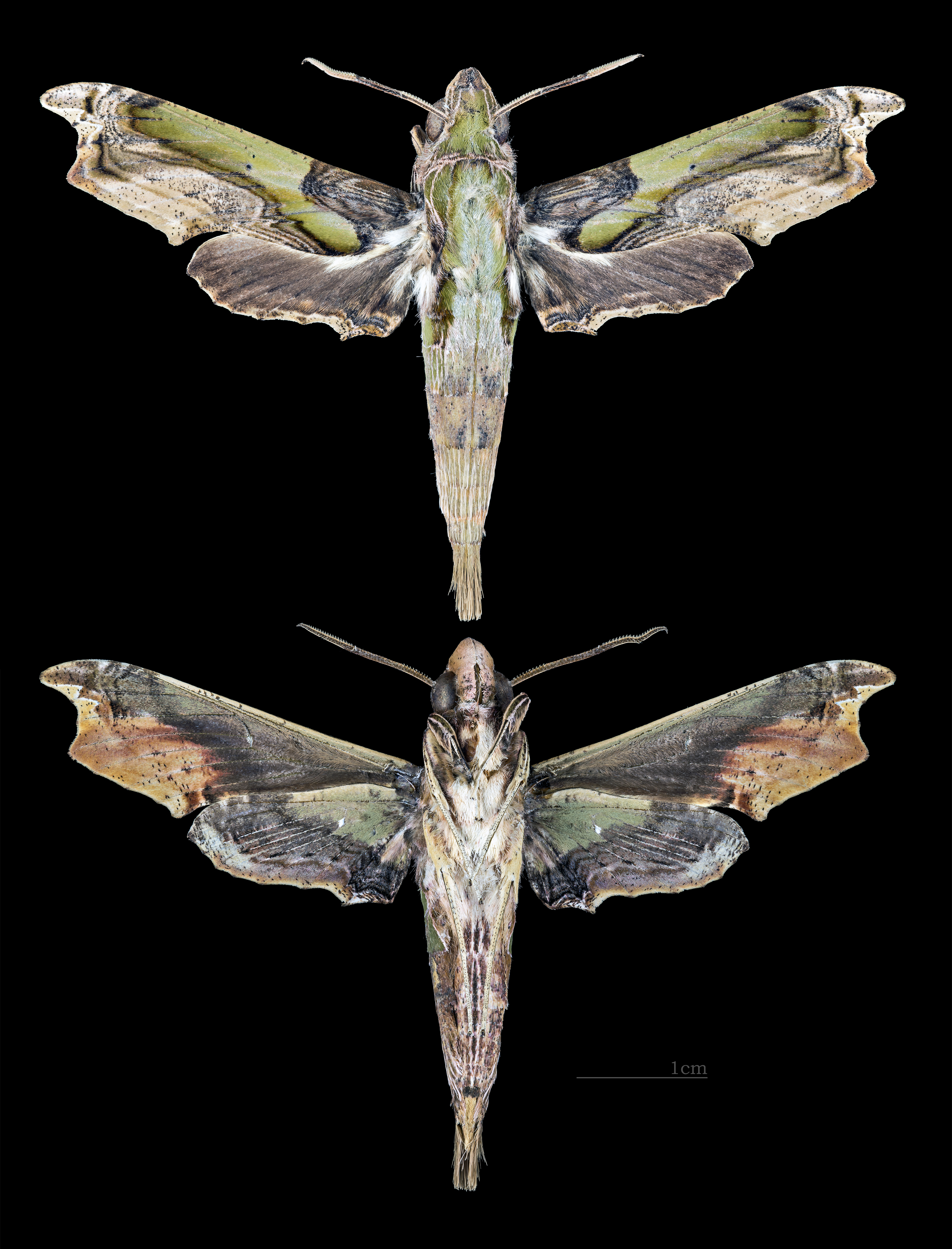
Eupanacra anfracta
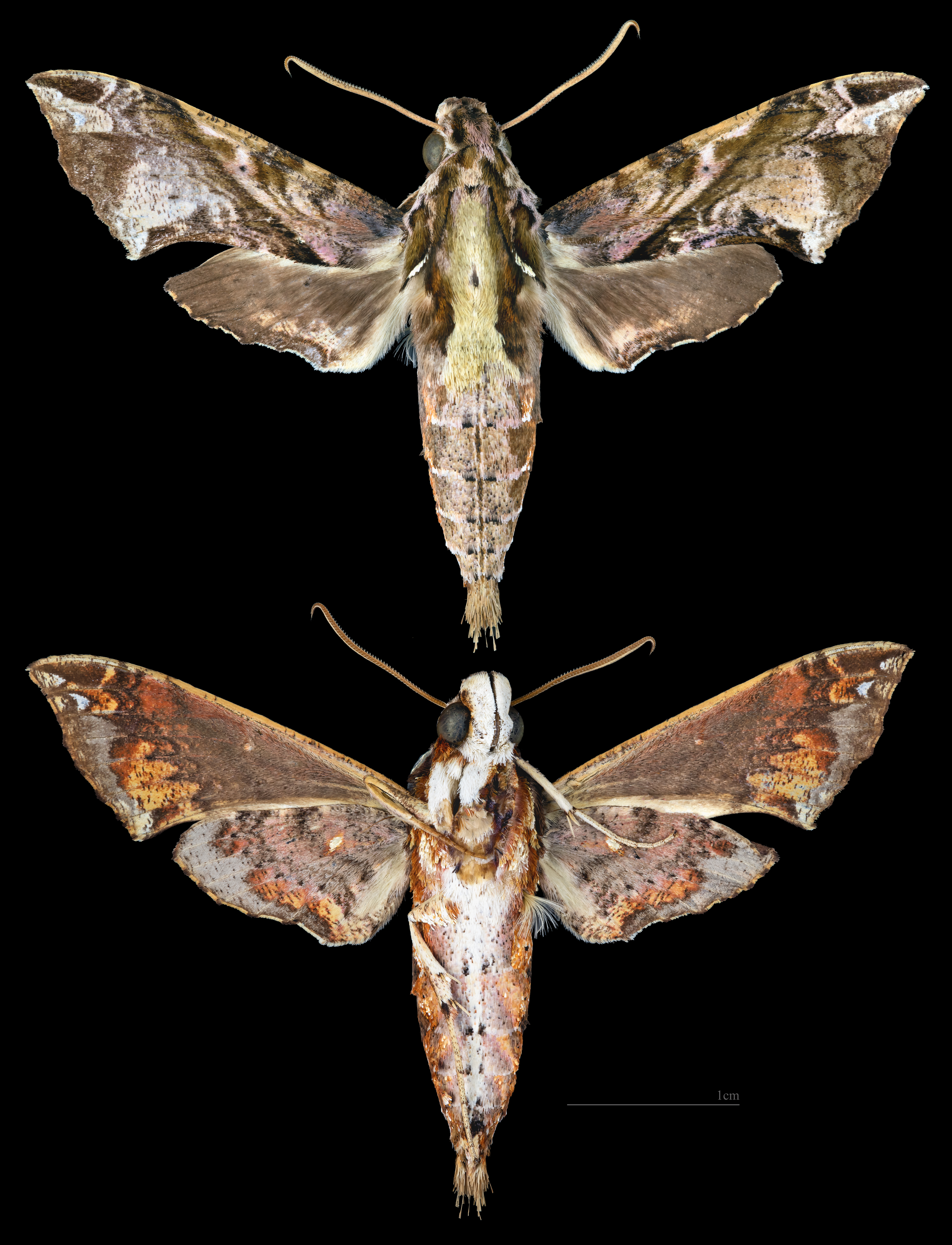
Eupanacra angulata
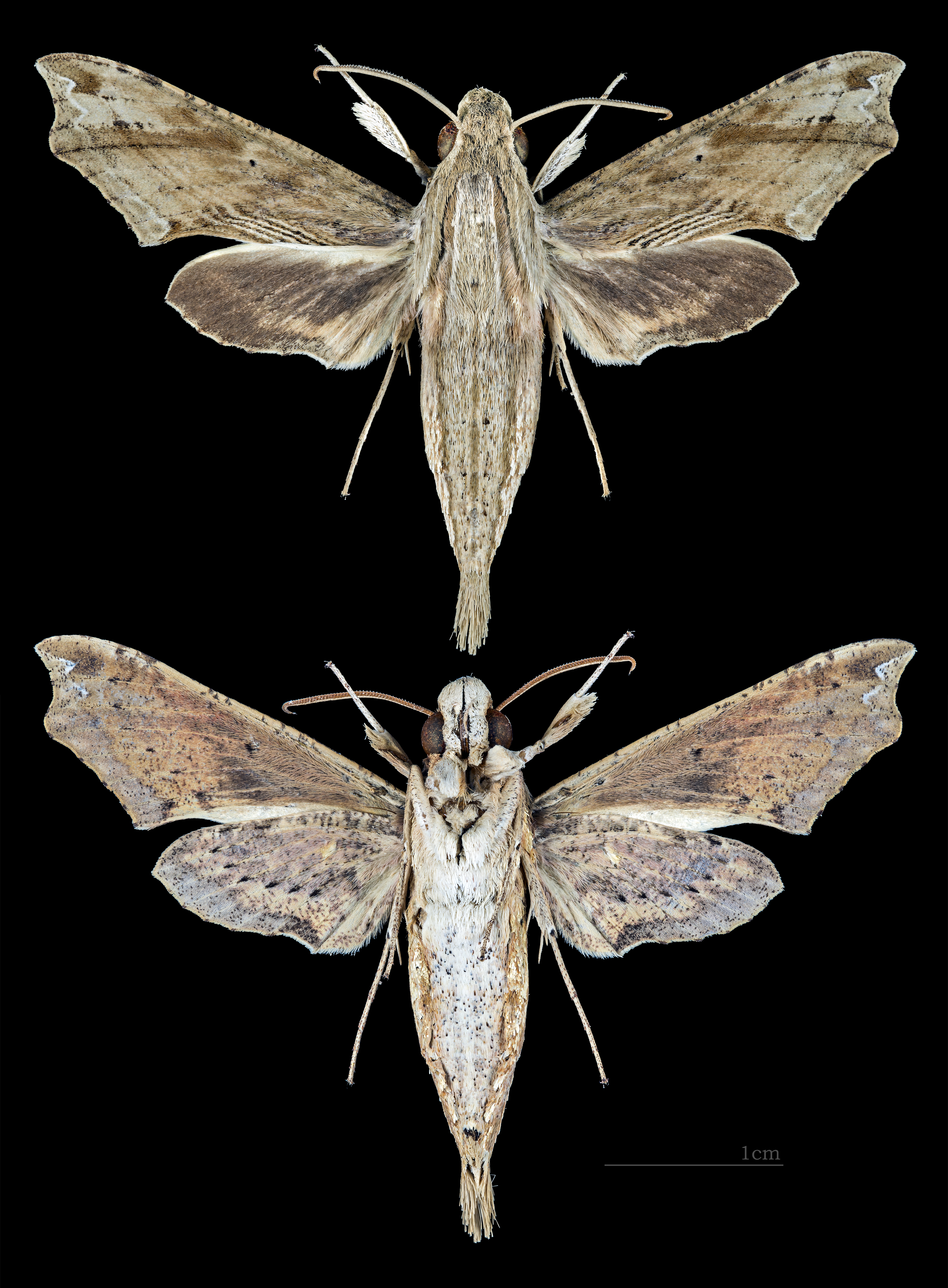
Eupanacra arachtus
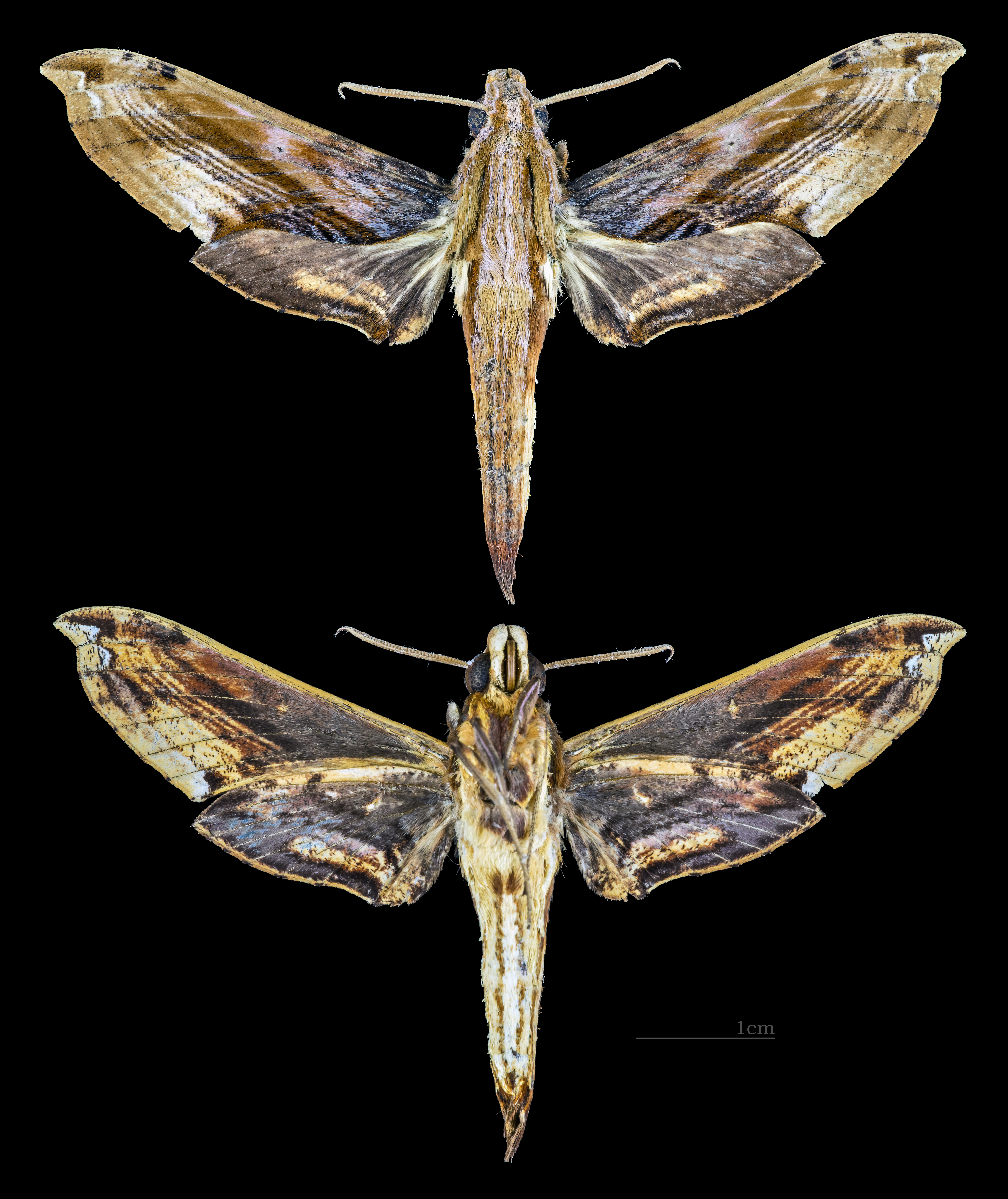
Eupanacra atima
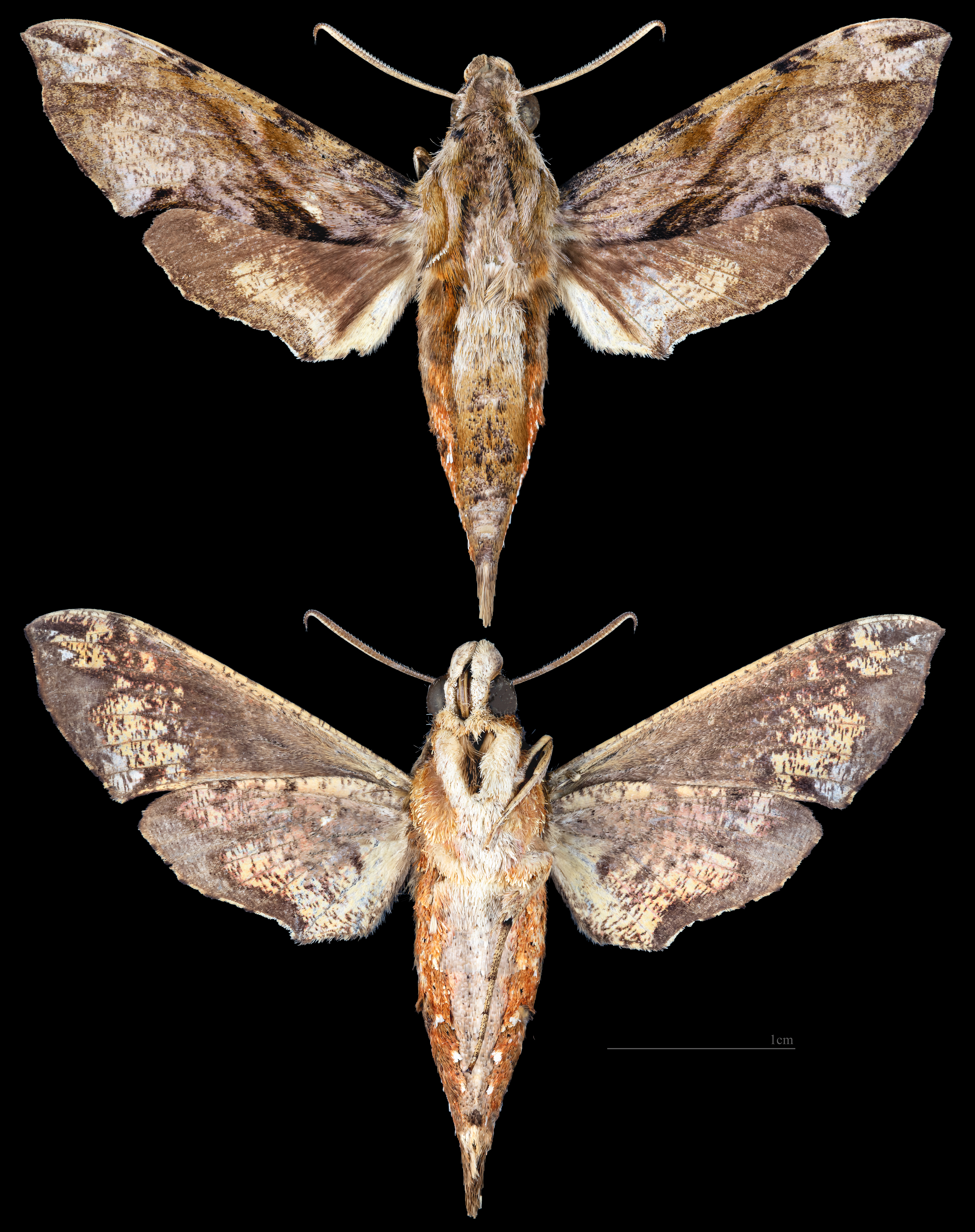
Eupanacra automedon
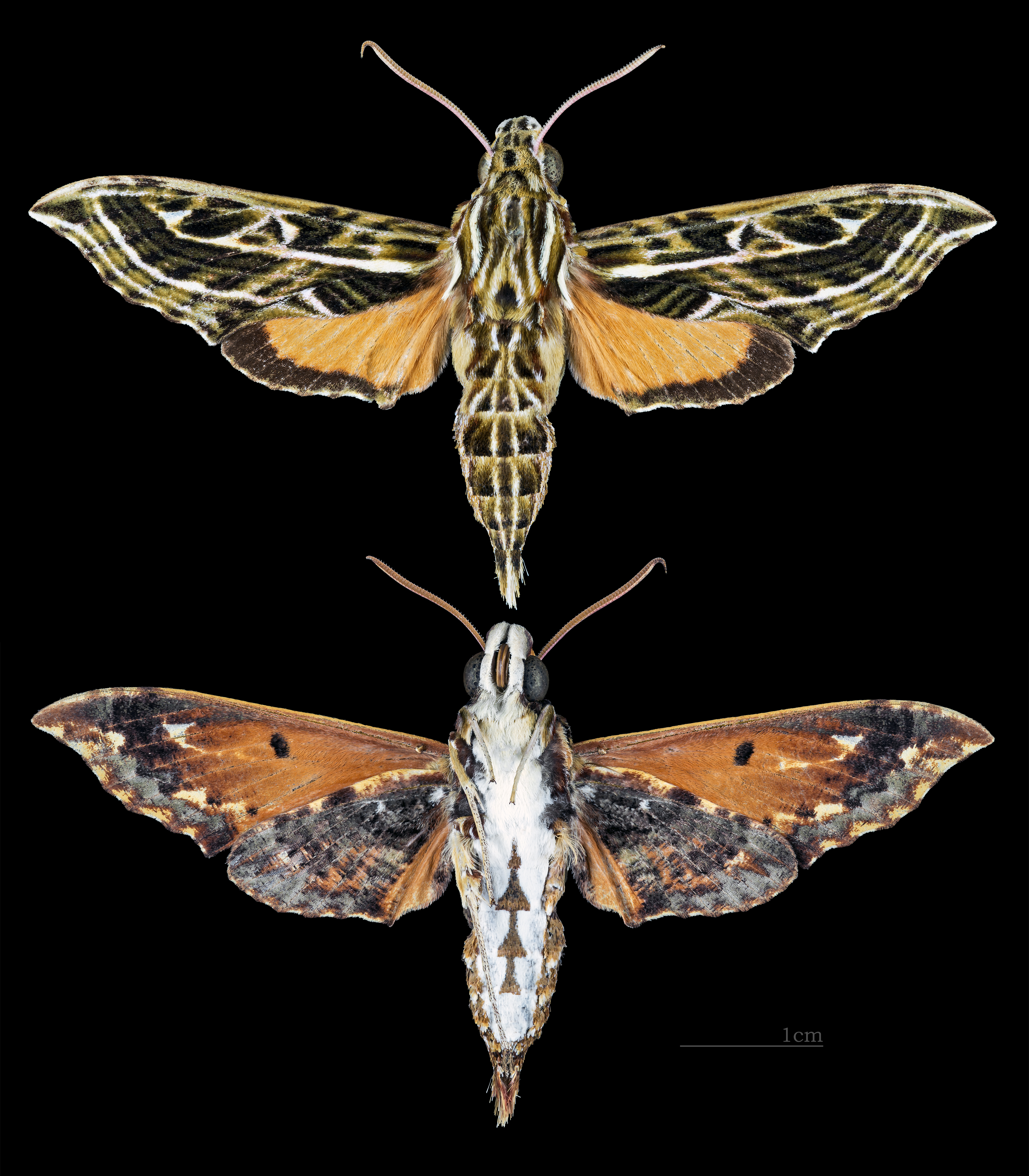
Eupanacra birmanica
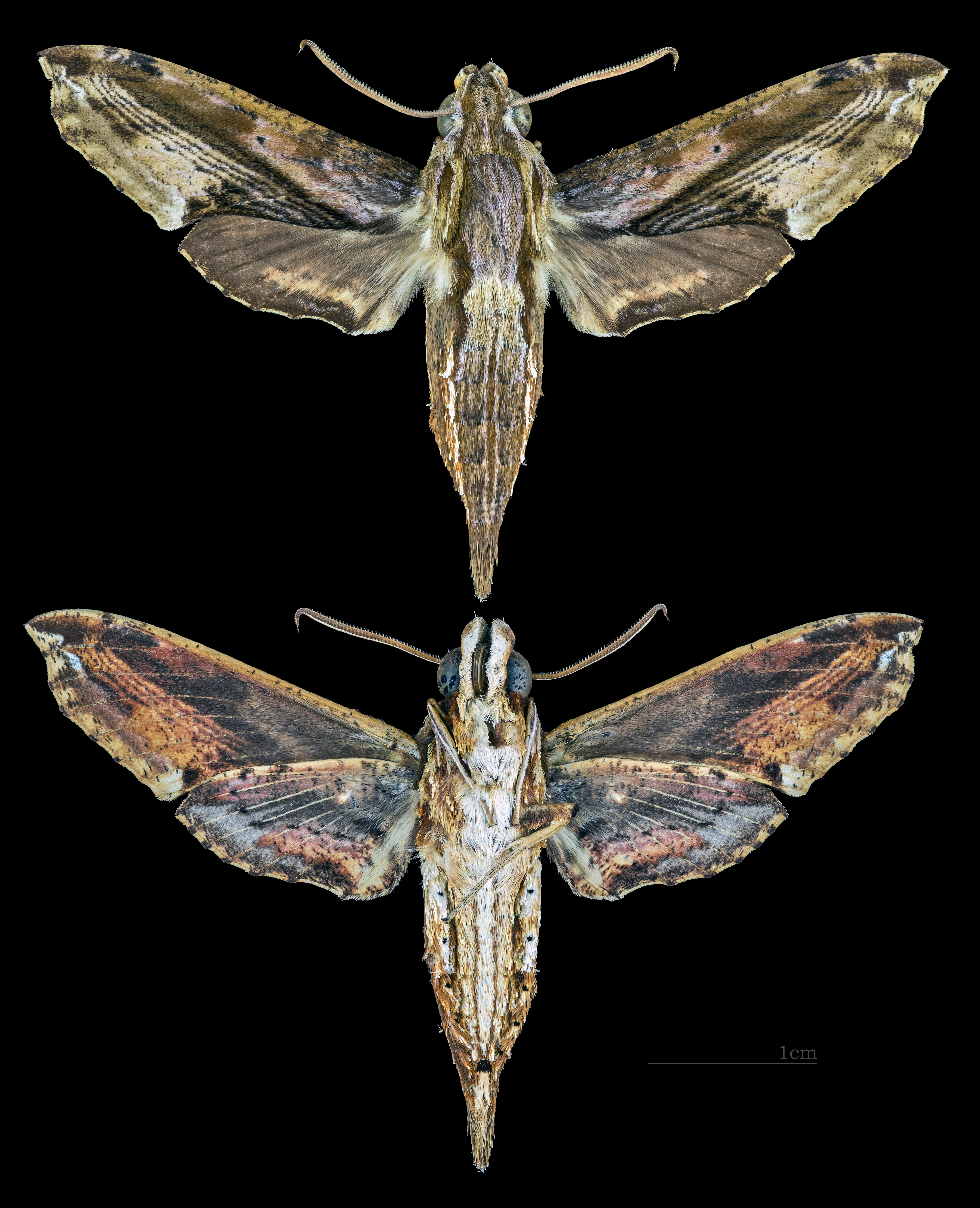
Eupanacra brunnea
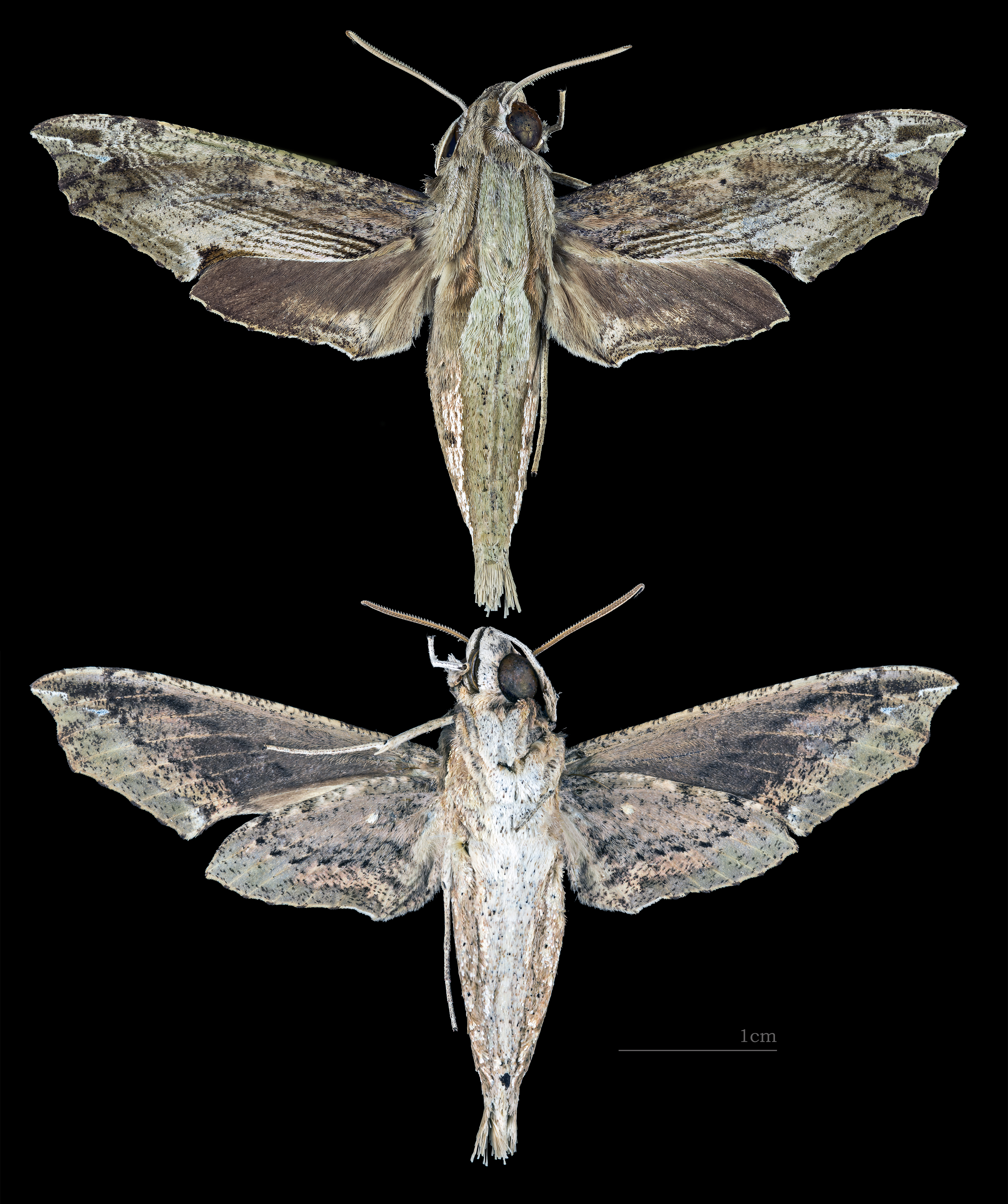
Eupanacra busiris
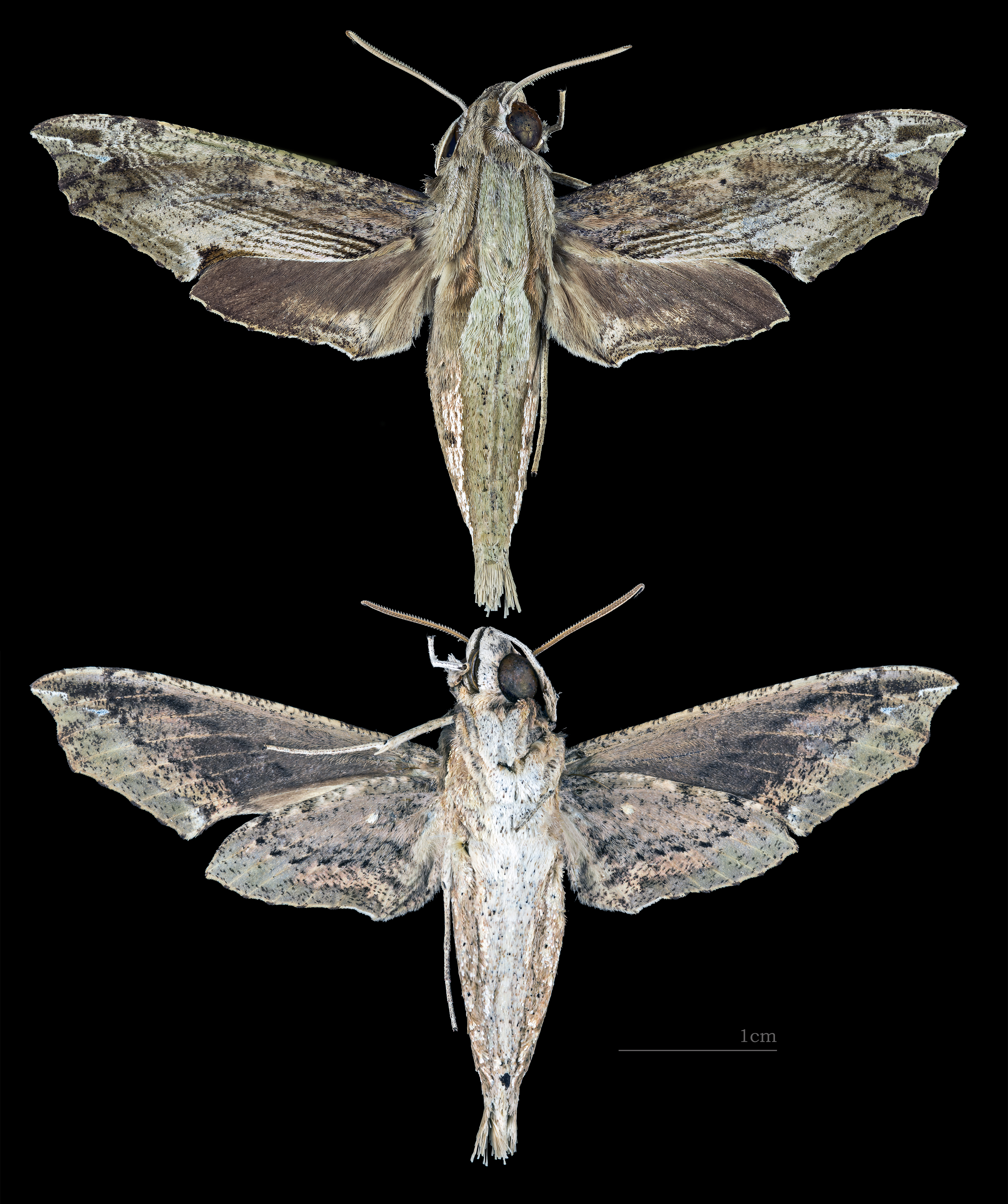
Eupanacra continentalis
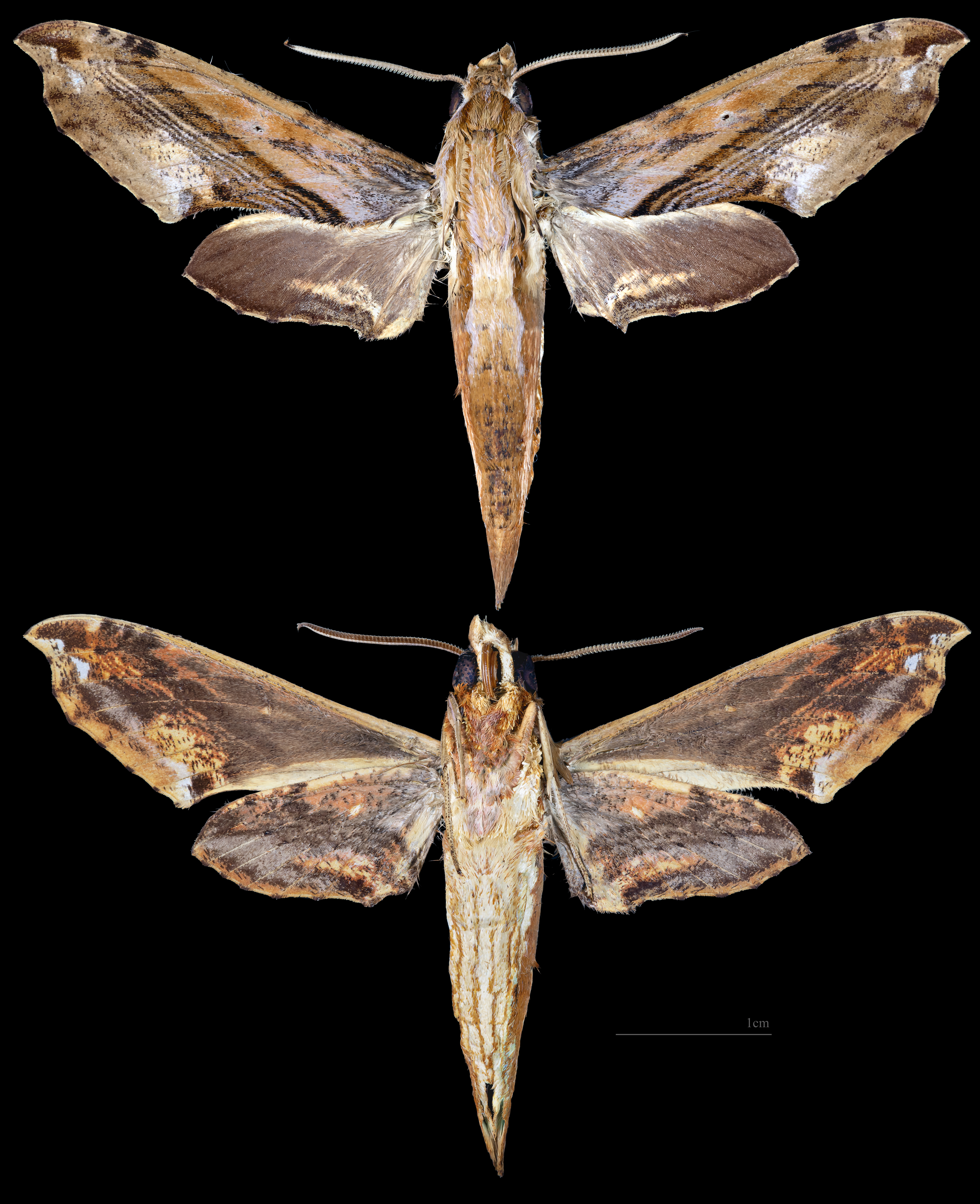
Eupanacra dohertyi
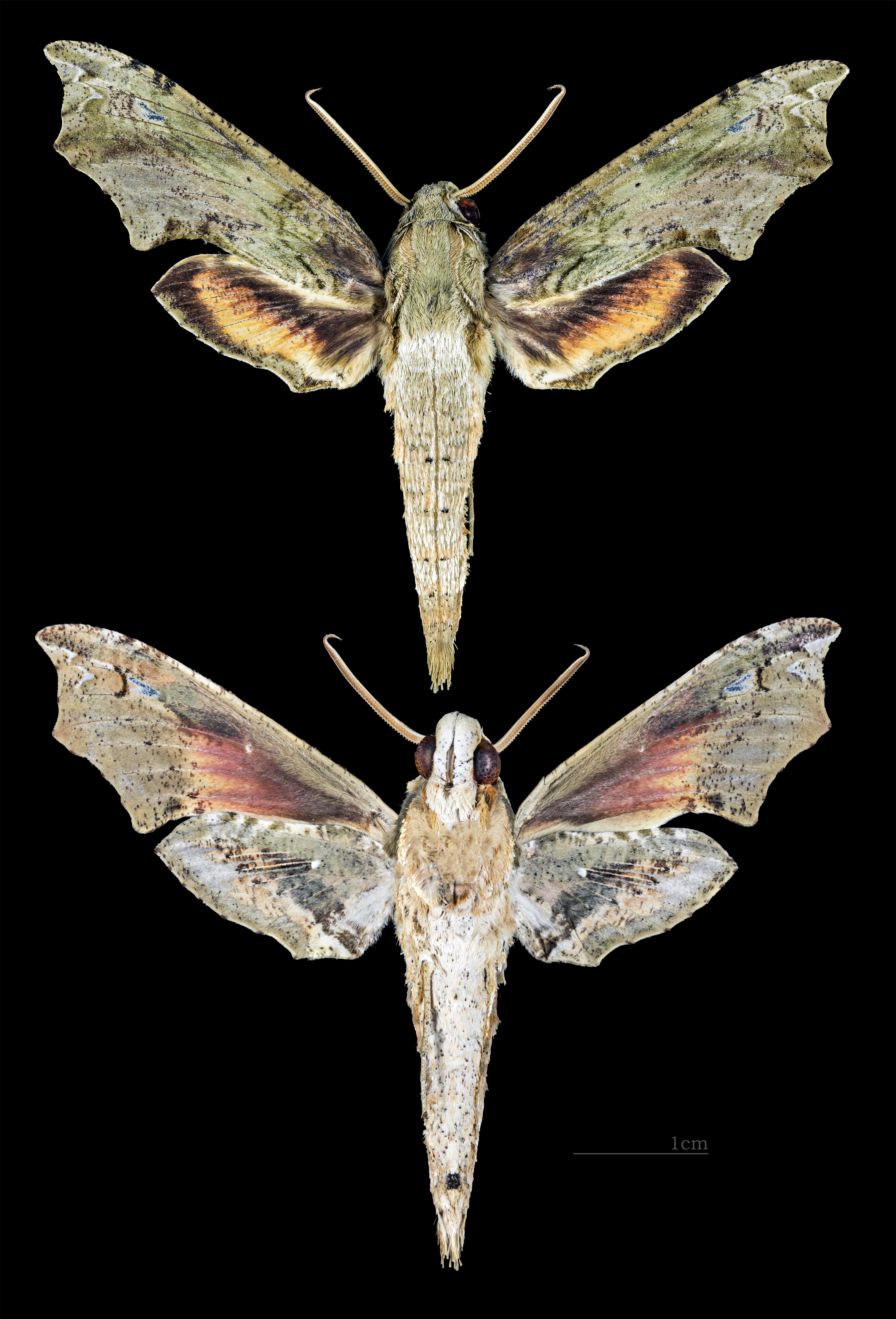
Eupanacra elegantulus
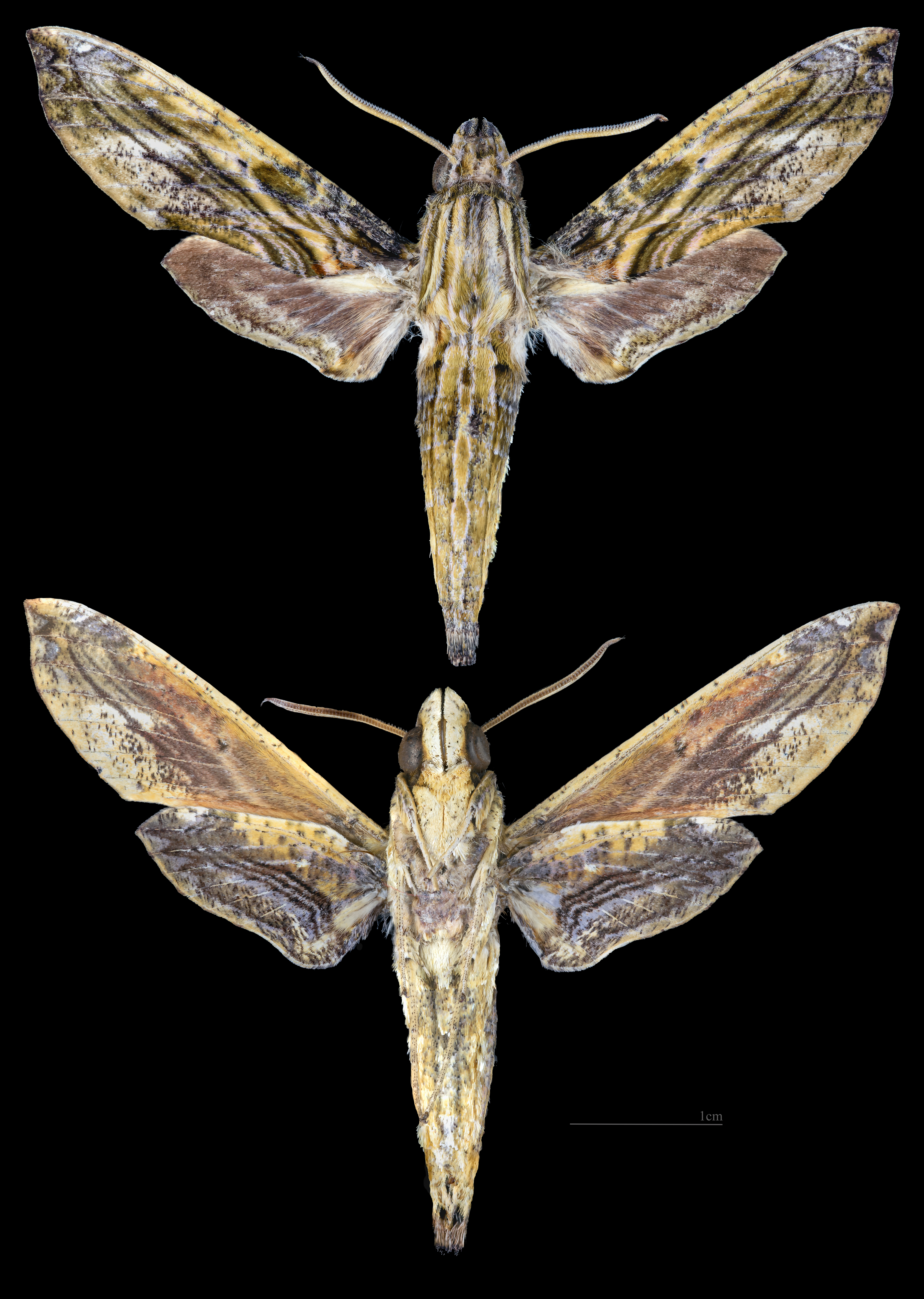
Eupanacra frena
- Eupanacra greetae
- Eupanacra hamiltoni
- Eupanacra harmani
- Eupanacra hollandiae
- Eupanacra hollowayi
- Eupanacra jasion
- Eupanacra kualalumpuri
- Eupanacra malayana
- Eupanacra marina
- Eupanacra metallica
- Eupanacra micholitzi
- Eupanacra moseri
- Eupanacra mydon
- Eupanacra myosotis
- Eupanacra niasana
- Eupanacra pallidior
- Eupanacra paradoxa
- Eupanacra perakana
- Eupanacra perfecta
- Eupanacra poulardi
- Eupanacra psaltria
- Eupanacra pulchella
- Eupanacra radians
- Eupanacra regularis
- Eupanacra salomonis
- Eupanacra scapularis
- Eupanacra septentrionalis
- Eupanacra sinuata
- Eupanacra splendens
- Eupanacra tiridates
- Eupanacra truncata
- Eupanacra tsekoui
- Eupanacra unilunata
- Eupanacra vagans
- Eupanacra variegata
- Eupanacra variolosa

- Eupanacra automedon
- Eupanacra busiris
- Eupanacra elegantulus
- Eupanacra malayana
- Eupanacra metallica
- Eupanacra mydon
- Eupanacra pulchella
- Eupanacra radians
- Eupanacra regularis
- Eupanacra regularis
- Eupanacra sinuata
- Eupanacra splendens
- Eupanacra variolosa